# Napoleon Bonaparte Giddings

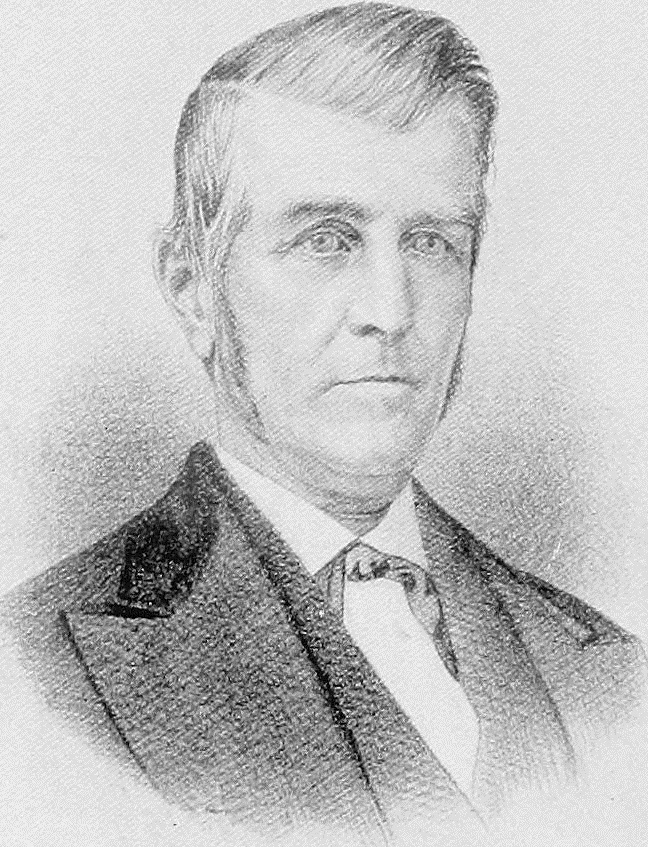
Napoleon Bonaparte Giddings

Napoleon Bonaparte Giddings (* 2. Januar 1816 bei Boonesborough, Kentucky; † 3. August 1897 in Savannah, Missouri) war ein US-amerikanischer Politiker. Im Jahr 1855 vertrat er das Nebraska-Territorium als Delegierter im US-Repräsentantenhaus.

## Werdegang
Im Jahr 1828 kam Napoleon Giddings mit seinen Eltern nach Fayette im Howard County in Missouri. Dort besuchte er die öffentlichen Schulen. Während des texanischen Unabhängigkeitskrieges trat er in die Armee von Texas ein. Nachdem Texas zur selbständigen Republik geworden war, wurde er dort bis 1838 amtierender Leiter des Rechnungshofes (Auditor). Danach kehrte er nach Fayette zurück, um Jura zu studieren. Nach seiner Zulassung als Rechtsanwalt begann er im Jahr 1841 diesen Beruf in Fayette auszuüben.
Während des Mexikanisch-Amerikanischen Krieges wurde Giddings 1846 Hauptmann der US-Armee. Er diente dort zwischen dem 22. Juli 1846 und dem 3. März 1847. Anschließend kehrte er nach Missouri zurück, wo er im Franklin County die Zeitung „Union Flag“ herausgab. Nachdem in Kalifornien Gold entdeckt worden war, machte sich Giddings auf den Weg zu den dortigen Goldfeldern. Nach einiger Zeit kam er zurück und arbeitete als Rechtsanwalt in Savannah, ehe er nach Nebraska City zog, wo er ebenfalls als Anwalt arbeitete.
Nach der Gründung des Nebraska-Territoriums wurde er als Mitglied der Demokratischen Partei zum ersten Delegierten dieses Gebiets im US-Repräsentantenhaus gewählt. Dieses Mandat übte er zwischen dem 5. Januar und dem 3. März 1855 aus. Für die nächsten Wahlen wurde er nicht mehr nominiert; sein Sitz ging am 4. März 1855 an Bird Beers Chapman.
Nach seiner kurzen Zeit im Kongress arbeitete Giddings wieder als Rechtsanwalt in Savannah. In den letzten Tagen des amerikanischen Bürgerkriegs trat er als Oberstleutnant der Unionsarmee bei und diente vom 11. April bis zum 31. August 1865. Anschließend trat er politisch nicht mehr in Erscheinung. Er starb 1897 in Savannah und wurde dort beigesetzt.